# Polizeiruf 110: Sturm im Kopf
Sturm im Kopf ist ein deutscher Kriminalfilm von Christian von Castelberg aus dem Jahr 2015. Es ist die 349. Folge innerhalb der Filmreihe Polizeiruf 110 und spielt in Rostock. Die Haupt-Gaststars dieser Folge sind Christian Friedel, Hilmar Eichhorn, Ole Schloßhauer, Pheline Roggan, Marie Leuenberger sowie Hansjürgen Hürrig in der Rolle des LKA-Beamten Paul Weigert.
Hauptkommissar Alexander Bukow (Charly Hübner) und die LKA-Beamtin Katrin König (Anneke Kim Sarnau) ermitteln in ihrem elften gemeinsamen Fall.

## Handlung
Auf einem ehemaligen Werftgelände in Rostock wird die Leiche von Achim Hiller entdeckt, der Chef der Firma „Hilgro Wind AG“ war, die zahlreiche Arbeitsplätze in der Region geschaffen hat. Er wurde durch mehrere Kugeln getötet, hat aber noch alle Wertsachen bei sich – ein Raubmord scheidet daher aus. Noch während der ersten Ermittlungen des Teams Katrin König und Alexander Bukow wird in der Innenstadt von Rostock ein verwirrter Mann aufgegriffen, der sich sicher ist, einen Mord begangen zu haben. Er wird daraufhin in eine Klinik gebracht und die Polizei verständigt. Schnell finden Bukow und König heraus, dass der Patient Max Schwarz heißt und bei den Hilgro-Werken als Systemadministrator arbeitet. Er selbst kann sich an nichts Konkretes erinnern, sodass die Ermittler auf weitere Untersuchungen angewiesen sind. Die behandelnde Ärztin geht davon aus, dass ein traumatisierendes Ereignis der Auslöser seiner Amnesie ist.
Katrin König wird von einem Journalisten darauf aufmerksam gemacht, dass in der letzten Woche an drei überregionale Tageszeitungen Mails verschickt worden sind, in denen darauf hingewiesen wurde, dass man Informationen über die Hilgro-Werke habe. König vermutet, dass Schwarz der Absender ist, da die Art und Weise, wie die Nachrichten verschickt wurden, auf große Sachkenntnis schließen lässt. Schwarz könnte durch seine Arbeit an sensible Daten der Firma gelangt sein und mit diesen Hiller erpresst haben. König weiß, dass Hiller 2007 in den Fokus der Steuerfahndung gelangt war, nachdem seiner Bauholding Subventions- und Steuerbetrug in Millionenhöhe vorgeworfen worden war. Die Ermittlungen wurden seinerzeit jedoch eingestellt, da die Beweislage nicht ausreichte. Diese Vermutung wird bestärkt, als das Auto von Schwarz gefunden wird. Nachweislich befand sich dort eine große Summe Bargeld, die Schwarz jedoch im Auto zurückließ, als er zu Fuß in die Stadt irrte. Bukow findet Hinweise auf eine Affäre zwischen Hiller und Nina Schwarz. Das würde erklären, warum Max Schwarz sich nicht mit dem Geld zufriedengab, sondern seinen Nebenbuhler gleich noch beseitigte. Dass er einen Flug nach Costa Rica gebucht hatte, wie weitere Ermittlungen ergeben haben, würde gut ins Bild passen.
Während die Ermittler versuchen, sich Stück für Stück der Wahrheit zu nähern, interessieren sich auch das LKA und die Staatssekretärin Carola Willkotte für den Fall. Paul Weigert, ein ehemaliger Vorgesetzter von König, will den Fall übernehmen und versucht, Bukows Vorgesetzten unter Druck zu setzen. Daraufhin äußert sich König nun auch endlich vollständig zu den damaligen Vorkommnissen, denn sie hatte 2007 mit den Ermittlungen um Hiller zu tun. Nach langen Bemühungen hatte sie seinerzeit die Hauptzeugin so weit, dass sie gegen Hiller aussagen wollte. Mysteriöserweise wurde sie kurz darauf von einem Unbekannten überfahren. Auch die Tochter der Frau kam dabei ums Leben und der Todesfahrer konnte angeblich nicht ermittelt werden. Diese Vorkommnisse belasten König noch heute, weshalb sie verbissen um die Lösung in dem Mordfall Hiller kämpft.
Anton Pöschel findet inzwischen heraus, dass Hillers Sekretärin sechs Millionen Euro von der Bank abgeholt hatte, aber nur zwei waren in Schwarz’ Tasche gefunden worden. Somit käme doch ein Raubmord in Betracht, da es offensichtlich Mitwisser der Erpressung gab.
Um Max Schwarz aus seiner Amnesie zu holen, will König es mit einer Rekonstruktion der Tat versuchen. Die beiden Ermittler fahren mit Schwarz zum Tatort, bemerken aber nicht, dass sie beobachtet werden. Schwarz erinnert sich inzwischen an eine Musik, die er gehört haben will; noch während er sie den Ermittlern vorsummt, wird er von einer Gewehrkugel tödlich getroffen. Bukow und König verfolgen den Schützen, können ihn aber nicht lebend stellen, sodass sie nichts über mögliche Auftraggeber erfahren. Für sie stellt es sich so dar, dass Hillers Leibwächter, Max Brock, die Geldübergabe an Schwarz verfolgt und seinen Chef brutal erschossen hat. Dem schockierten Schwarz hat er eine der drei Geldtaschen in der Hoffnung überlassen, dass man diesen für den Täter halten würde. Dass Schwarz von dem Vorfall so traumatisiert war, dass er sein Gedächtnis verlor, konnte er nicht ahnen, es kam ihm aber sehr gelegen.
König geht davon aus, dass die Erpressung mehreren Mitarbeitern in der Firma bekannt gewesen sein muss. Sie ist nach wie vor daran interessiert, auch den Fall von 2007 zu lösen, der in gewisser Weise mit dem aktuellen zusammenhängt. Durch Glück und Kombinationsgabe kann König an die Dateien in Schwarz’ Rechner gelangen, die die Hilgro-Werke betreffen. So kommt ans Licht, dass es sich nicht um die alten Vorwürfe handelt, sondern um einen aktuellen Planungsfehler, der die neuesten Projekte der Firma so verteuern würde, dass sie damit unweigerlich in die Insolvenz gegangen wäre. Der Geschäftsführer Sebastian Lehm wusste davon. Da aber mit etwas Zeitverzug eine Landesbürgschaft greifen würde, war auch er sehr daran interessiert, dass von diesem Problem vorher nichts an die Öffentlichkeit drang. Der Versuch, die Verantwortlichen zu überführen und damit auch den Fall von 2007 zu lösen, scheitert an den politischen Verstrickungen und der Involviertheit von Paul Weigert vom LKA. Allerdings planen Bukow und König, die Informationen an die Presse weiterzugeben.

## Produktion, Hintergrund
Der Film wurde vom 15. April 2014 bis zum 19. Mai 2014 in Hamburg und Rostock gedreht.
Währenddessen entstand die NDR-Reportage 7 Tage … am Filmset, die die Dreharbeiten beispielhaft für das Geschehen „hinter der Kamera“ einer Filmproduktion dokumentiert.
Auch in dieser Episode bleiben die familiären Probleme Bukows ein Thema. Das Verhältnis zu Thiesler ist angespannt, weil dieser ein Verhältnis zu Vivian Bukow hatte. Diese ist zwar zu einer Aussprache mit ihrem Mann bereit, doch scheitert diese erneut am beruflichen Einsatz Alexander Bukows.

## Rezeption

### Einschaltquote
Die Erstausstrahlung von Sturm im Kopf am 1. März 2015 wurde in Deutschland von insgesamt 8,55 Millionen Zuschauern gesehen und erreichte einen Marktanteil von 23,5 Prozent für Das Erste.

### Kritik
„Und so schleppt hier jede der famosen Figuren ihr persönliches Päckchen von Fall zu Fall. Neben dem Dortmunder ‚Tatort‘ um Pillenschlucker Faber ist der Rostocker ‚Polizeiruf‘ um Korntrinker Bukow der Krimi mit der verbindlichsten horizontalen Erzählweise – bei dem man selbst nach sechs oder neun Monaten wieder ohne Anstrengung in die Geschichte einsteigt und sich an Vergangenes erinnert.“

„Rostock liefert aktuell die besten Polizeiruf-Fälle und auch ‚Sturm im Kopf‘ beginnt mit ordentlich Wumms. […] Was der Dortmunder Tatort erfolgreich vormacht, funktioniert auch im Polizeiruf aus Rostock – nämlich die Figuren über mehrere Episoden hin aufzubauen, zu entwickeln und so die Spannung erhalten. Serielles Erzählen nach amerikanischem und britischem Vorbild eben.“